# 拜占庭的狄奧多圖斯
狄奧多圖斯，又譯為提阿多達、狄奧多徒，也被稱為塔能的狄奧多圖斯（Theodotus the Tanner）、鞋匠狄奧多圖斯（Theodotus the Shoemaker），生活於西元2世紀後期，居住於拜占庭，是早期基督教作家之一，因為違反三一神論，他的著作被天主教會認定是異端。
狄奧多圖斯主張，瑪利亞與聖靈生下了耶穌。耶穌在出生時是凡人，通過洗禮時被上帝領養，但是一直到他復活之後，才成為神。他的主張，被歸類在嗣子論(英語：adoptionism/adoptionist)之中，又被稱為動態神格唯一論。教宗维笃一世宣布他是異端，對他處以破門律，逐出教會。
1. ↑  Dynamic Monarchianism. https://www.britannica.com/topic/Monarchianism#ref16823 （页面存档备份，存于）